# Єрьоменко Сергій Григорович
Сергі́й Григо́рович Єрьо́менко — підполковник Збройних сил України.
Станом на серпень 2014-го — заступник командира з озброєння, 3-й окремий полк спеціального призначення, з грудня 2014-го — т. в. о. командира частини.

## Нагороди
За особисту мужність і героїзм, виявлені у захисті державного суверенітету та територіальної цілісності України, вірність військовій присязі під час російсько-української війни
- нагороджений орденом Богдана Хмельницького III ступеня (26.2.2015).